# Soave (muziek)
Soave is een Italiaanse muziekterm voor dynamieknotatie. Letterlijk betekent soave lieflijk, zacht, aangenaam. De aanduiding betekent dus dat de passage lieflijk, zacht, aangenaam gespeeld moet worden.